# Lili Darvas

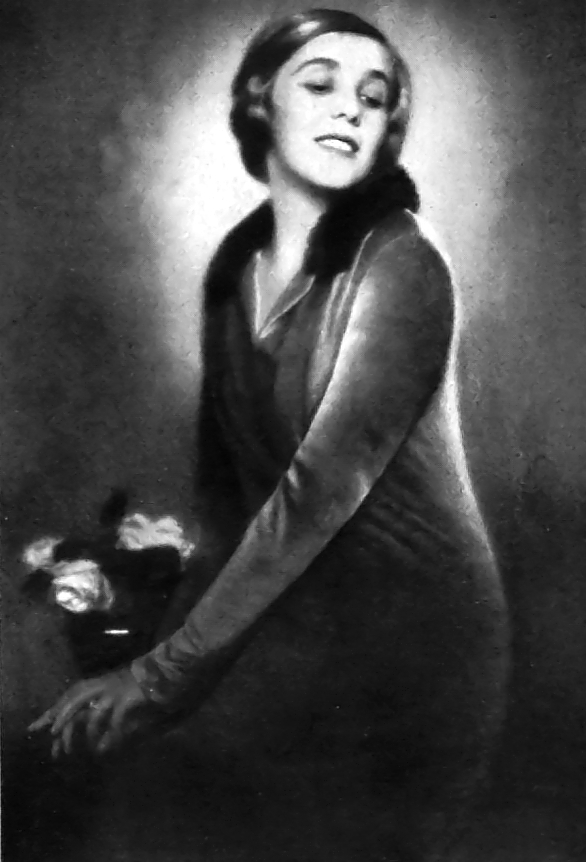
Edith Barakovich: Lili Darvas

Lili Darvas (anhörenⓘ * 10. April 1902 in Budapest, Österreich-Ungarn; † 21. Juli 1974 in New York City) war eine ungarische Schauspielerin.

## Leben
Sie heiratete 1925 den Dramatiker Ferenc Molnár, war Mitglied der Theatergruppe um Max Reinhardt und gehörte, nachdem sie Deutsch gelernt hatte, von 1925 bis 1938 dem Theater in der Josefstadt an. Sie war die erste „Olympia“ ebenso wie die Tochter „Vivie“ in George Bernard Shaws Frau Warrens Gewerbe oder die Genia Hofreiter in Schnitzlers „Das weite Land“. Ihr Mann begleitete sie auf ihren Tourneen nach Berlin, Wien und Salzburg. 1926 spielte sie in Molnars Játék kastélyban („Das Spiel im Schloss“) und Riviera. Das  erstgenannte Stück wurde auf allen großen europäischen Bühnen gespielt und kam noch im selben Jahr zur Aufführung am Broadway. 
Nach dem Anschluss Österreichs floh Darvas zusammen mit ihrem Ehemann über Zürich und Paris nach New York. Dort bestürmten Theaterdirektoren und Verleger das Paar mit Angeboten und Einladungen. Sie wurden sogar von Präsident Calvin Coolidge im Weißen Haus empfangen, und Molnárs 50. Geburtstag wurde mit großem Aufwand gefeiert.
Im Jahr 1944 erhielt sie die US-amerikanische Staatsbürgerschaft. Wegen der späteren langen Trennungsphasen und der Reisetätigkeit von Lili Darvas trennte das Paar sich freundschaftlich, blieb aber verheiratet und bis zu Molnárs Tod (1952) befreundet.
1956 war Darvas in Viva Las Vegas zu sehen. Sie war Oma Bayles in The Twilight Zone Folge „Long Distance Call“ (Staffel 2 – Folge 22) im Jahr 1961. Im Jahr 1970 produzierte Károly Makk mit ihr den ungarischen Film Liebe (Szerelem), der 1971 in Cannes einen Jury-Preis erhielt. Ihr schauspielerisches Schaffen für Film und Fernsehen umfasst mehr als 35 Produktionen.